# Barbara Rossi (Wirtschaftswissenschaftlerin)
Barbara Rossi (* 29. November 1971) ist eine italienische Wirtschaftswissenschaftlerin und Hochschullehrerin.

## Werdegang, Forschung und Lehre
Rossi studierte zunächst an der Universität Bologna, an der sie 1995 als Bachelor of Arts in Wirtschaftswissenschaft graduierte. Anschließend setzte sie ihr Studium an der Mailänder Università Commerciale Luigi Bocconi fort. Nach ihrem Master-of-Arts-Abschluss dort im folgenden Jahr kehrte sie zum Ph.D.-Studium nach Bologna zurück. Nach ihrem Abschluss 1999 wechselte sie an die Princeton University, in den Vereinigten Staaten erwarbs sie unter Mark Watson 2011 mit einer Arbeit über die Analyse ökonomischer Zeitreihen ebenfalls einen Ph.D.-Titel.
Ab Herbst 2001 gehörte Rossi zunächst als Assistant Professor und später Associate Professor zum akademischen Personal der Duke University. 2012 kehrte sie nach Europa zurück, als sie einem Ruf der Universität Pompeu Fabra folgte und dort ordentliche Professorin wurde. Parallel arbeitete sie am Barcelona GSE, wo sie 2017 eine Forschungsprofessur übernahm.
Rossis Arbeitsschwerpunkte liegen im Bereich der Makroökonomie und Ökonometrie, dabei setzt sie sich insbesondere mit Zeitreihen und Vorhersagemodellen auseinander.
Rossi ist Mitglied der American Economic Association, der Econometric Society sowie der American Statistical Association. Zwischen 2015 und 2017 war sie Herausgeberin des Journal of Applied Econometrics, zudem arbeitete sie bei verschiedenen Periodika in der Redaktion mit.